# 3187 Dalian
3187 Dalian eller 1977 TO3 är en asteroid i huvudbältet som upptäcktes den 10 oktober 1977 av Purple Mountain-observatoriet i Nanjing, Kina. Den är uppkallad efter den kinesiska staden Dalian.
Asteroiden har en diameter på ungefär 6 kilometer.